# Oriána
Az Oriána bizonytalan eredetű női név, a középkori francia lovagregényekben Oriane alakban fordul elő. Általában latin eredetűnek tartják, az olasz nyelvben az Aurea olasz Oria megfelelőjének a továbbképzése, a  jelentése: aranyos (lány).

## Gyakorisága
Az 1990-es években szórványos név, a 2000-es években nem szerepel a 100 leggyakoribb női név között.

## Névnapok
- június 7.[2]
- szeptember 17.[2]

## Híres Oriánák
- Oriana Fallaci olasz újságíró